# Рімускі
Рімускі́ (фр. Rimouski) — місто у провінції Квебек (Канада), у регіоні Ба-Сен-Лоран (фр. Bas-Saint-Laurent), на березі річки Святого Лаврентія.
Населення — приблизно 43 000 чоловік (чверть з них — студенти).
Назва міста походить з індіанських мов.
Тут навчався знаменитий квебекський співак Жіль Віньйо.

## Освіта
У місті діє Квебекський університет у Рімускі.